# Joseph Morgan
Joseph Morgan (nascido Joseph Martin; Londres, Inglaterra, 16 de maio de 1981) é um ator britânico. Mais conhecido por interpretar o Vampiro Original (Híbrido) Klaus na série The Originals e The Vampire Diaries do canal The CW.

## Biografia
Joseph Morgan nasceu em Londres, Inglaterra, mas cresceu em Swansea, País de Gales. Ele foi educado em Morretes Comprehensive School. Depois da escola, ele alcançou um BTEC em Artes Cênicas na Gorseinon College, Swansea seguindo isso movendo de volta para Londres para estudar na Escola Central de Expressão e Drama.

## Carreira
Ele fez sua estreia na tela pequena, em 2003, com dois filmes de TV Eróica (2003) e Henry VIII (2003), e também fez sua primeira aparição na tela grande no filme de Peter Weir bem visto Mestre dos Mares - O Lado Mais Distante do Mundo (2003), ao lado de Russell Crowe. Vários sucessos de atuação seguido incluindo papéis em Hex (2004), Doc Martin (2004) e Casualty (1986). Em 2010 ele ganhou o papel principal de Ben Hur (2010) e em 2011 ele foi escolhido para o papel de Klaus em The Vampire Diaries ("Diários de um Vampiro"). Também apareceu como Lysander no filme Hit Imortais (2011). De 2013 a 2018, atuou também como Klaus Mikaelson na série The Originals.

## Vida pessoal
Joseph namorou a atriz Emily VanCamp. Os dois se conheceram em 2010, enquanto contracenavam juntos em Ben Hur, porém, o namoro não foi para frente e os dois culparam a distância pelo término.[carece de fontes?]
Em 2012, começou um relacionamento com Persia White após se conheceram durante as gravações da terceira temporada de The Vampire Diaries. Em 5 de julho de 2014, Joseph e Persia se casaram na Jamaica em uma cerimônia íntima.

## Premiações
| Ano  | Prêmio                 | Categoria                            | Trabalho            | Resultado |
| ---- | ---------------------- | ------------------------------------ | ------------------- | --------- |
| 2011 | Teen Choice Awards     | Choice TV - Vilão                    | The Vampire Diaries | Indicado  |
| 2012 | Teen Choice Awards     | Choice TV - Vilão                    | The Vampire Diaries | Indicado  |
| 2012 | TV Guide Awards        | Vilão Favorito                       | The Vampire Diaries | Indicado  |
| 2013 | Teen Choice Awards     | Choice TV - Vilão                    | The Vampire Diaries | Indicado  |
| 2013 | TV Guide Awards        | Vilão Favorito                       | The Vampire Diaries | Venceu    |
| 2014 | People's Choice Awards | Ator Favorito em Nova Série de TV    | The Originals       | Venceu    |
| 2014 | Teen Choice Awards     | Melhor Ator de TV em Ficção/Fantasia | The Originals       | Indicado  |
| 2014 | TV Guide Awards        | Vilão Favorito                       | The Originals       | Indicado  |
| 2015 | Teen Choice Awards     | Melhor Ator de TV em Ficção/Fantasia | The Originals       | Indicado  |
| 2016 | Teen Choice Awards     | Melhor Ator de TV em Ficção/Fantasia | The Originals       | Indicado  |
| 2016 | Teen Choice Awards     | Melhor Ship da TV                    | The Originals       | Indicado  |
| 2017 | Teen Choice Awards     | Melhor Ator de TV em Ficção/Fantasia | The Originals       | Indicado  |
| 2018 | Teen Choice Awards     | Melhor Ator de TV em Ficção/Fantasia | The Originals       | Indicado  |

## Filmografia
| Ano        | Filmes/Séries                                   | Papel                                |
| ---------- | ----------------------------------------------- | ------------------------------------ |
| 2003       | Eroica                                          | Matthias                             |
| 2003       | Henry VIII                                      | Thomas Culpepper                     |
| 2003       | Master and Commander: The Far Side of the World | William Warley, Capitão de Mizzentop |
| 2004       | Hex                                             | Troy                                 |
| 2004       | Alexander                                       | Philotas                             |
| 2005       | William and Mary                                | Callum                               |
| 2006       | Kenneth Williams: Fantabulosa!                  | Alfie                                |
| 2006       | The Line Of Beauty                              | Jaspe                                |
| 2007       | Mansfield Park                                  | William Price                        |
| 2007       | Mister Lonely                                   | James Dean                           |
| 2007       | Silent Witness                                  | Matthew Williams                     |
| 2007       | Doc Martin                                      | Mick Mabley                          |
| 2008-2009  | Casualty                                        | Tony Reece                           |
| 2010       | Ben Hur                                         | Judah Ben-Hur                        |
| 2011- 2016 | The Vampire Diaries                             | Niklaus/Klaus Mikaelson              |
| 2011       | Angels Crest                                    | Rusty                                |
| 2011       | The Grind                                       | Paul                                 |
| 2011       | Immortals                                       | Lysander                             |
| 2011       | 500 Miles North                                 | James Hogg                           |
| 2011       | Warhouse                                        | Tenente                              |
| 2013       | Open Grave                                      | Nathan                               |
| 2013-2018  | The Originals                                   | Niklaus/Klaus Mikaelson              |
| 2020       | Brave New World                                 | CJack60                              |
| 2022       | Titans                                          | Sebastian Blood / Brother Blood      |